# 克莉絲汀·埃爾德
克莉絲汀·安·埃爾德（英語：Christine Ann Elder），是一名美國外交官，於2016年6月23日至2020年3月21日間出任美國駐利比里亞大使。

## 早年生活及教育
埃爾德出生於肯塔基州格拉斯哥，她是艾倫（Allen）和黛安·埃爾德（Diane Elder）的女兒。畢業於格拉斯哥高中，她取得肯塔基大學學士學位及喬治·華盛頓大學文學碩士。

## 美國駐利比里亞大使
2016年2月12日，埃爾德被歐巴馬總統提名，並於2016年5月17日獲得美國參議院一致同意。她於2016年6月20日宣誓就職，並於2016年6月23日向愛倫·強森·希爾利夫總統遞交國書。她於2020年3月21日離職。

## 家庭
埃爾德與前外交官保羅·休斯（Paul Hughes）結婚，育有兩個繼子女。